# Perná
Perná (německy Bergen) je obec v okrese Břeclav v Jihomoravském kraji. Je vzdálená přibližně osm kilometrů od města Mikulov. Žije zde 794 obyvatel. Obec leží na úpatí Pavlovských vrchů. Větší část katastru je součástí chráněné krajinné oblasti Pálava a zasahuje do něj i národní přírodní rezervace Děvín a Tabulová.

## Název
Původní jméno vesnice bylo německé Bergen (do 1. poloviny 18. století v zápisech nářečně Pergen) vzniklé ze spojení bei den Bergen - "u hor" a v němčině užívané až do 20. století. Jméno tedy vyjadřovalo polohu vsi. České jméno je poprvé doloženo z roku 1720 v podobě Perňa, vzniklo z německého nářečního Pergen. Během 19. století se ustálil tvar Perná.

## Historie
Bohaté archeologické nálezy v této oblasti dokládají přítomnost člověka již v pravěku. Byly zde nalezeny hroby unětické kultury a také kosterní pozůstatky kultury laténské. S příchodem X. římské legie v letech 276 až 282 n. l. sem byla přivezena vinná réva a následně v této oblasti pěstována.
Ves Perná se poprvé v písemných pramenech objevuje k roku 1305, kdy byla zcizena ze zeměpanské držby. V roce 1323, kdy patřila k mikulovskému panství, se objevuje její název Pergen. K mikulovskému panství patřila až do roku 1848.
Roku 1938 byla okupována německou armádou a připojena k Dolnodunajské župě. Noví osídlenci sem přišli do roku 1946 v počtu 159 rodin. Nejvíce bylo Valachů z obce Halenkov, dále z Kyjovska a Podivína. V roce 1950 zde bylo napočítáno 776 obyvatel oproti předválečnému stavu z roku 1930, kdy zde žilo 1031 občanů. Blízkost bohatého Mikulova, ale i rozvinuté vinařství, které z Perné činilo bohatou ves, sem vždy lákaly armády. Vinice, které před válkou zabíraly 1/3 poddanské půdy, byly zpola zpustlé, neboť na nich neměl kdo pracovat.
Dne 23. dubna 1945 byla obec pod sovětskou správou, kterou vedl sovětský důstojník Ukrajinského frontu maršála Malinovského – velitel oddílu, toho času ležícího s vojskem v Perné. Sovětská správa trvala do 10. listopadu 1945 a pod jejich velením byly dány do provozu obecní podniky, tj. zásobování obyvatelstva, komunikace, vodovod a obecní správa. 8. května začaly též české bohoslužby, které se konaly před německými. V měsících květnu až do října 1945 bylo německé obyvatelstvo odsunuto do Rakouska a Německa. V této době přichází ze všech koutů Moravy nejvíc obyvatel: ze Vsetínska (Halenkov), Moravští Slováci z Hodonínska, a z Brna. Od 30. let 20. století neustále počet obyvatel v Perné klesal.
Během roku 1992 byla opravena pravá a levá klentnická boží muka u Spálené hospody a u Dolních Dunajovic. Socha svatého Floriána byla přemístěna ze zahrady Komprsů před hasičskou zbrojnici. Koncem října 1995 se opravovala fasáda na kostele svatého Mikuláše. V květnu 1999 byla restaurována socha svatého Mikuláše na průčelí kostela a dále proběhla rekonstrukce střechy na věži. Byla také zahájena rekonstrukce bývalého kláštera, čímž vznikl nový obecní úřad, ordinace lékaře, obřadní síň a byt.

### Kronikářství
V bývalém klášteře v Perné byla vedena matkou představenou kongregace dcer Boží lásky malá klášterní kronika v období 1927–1945, která se však nenašla. Kroniky menšinových škol, do roku 1938, byly zničeny. Nejstarší farní kronika (1800–1950) obsahuje četné záznamy o životě obyvatel, významné historické události, požáry a jiné katastrofy. Tato kronika je svědomitě vedena až do dnešních dnů. Školní i obecní kronika německá, vedená patrně od roku 1925, se během války ztratila, nebo vzala za své před 22. dubna 1945, kdy předáci německého nacistického vedení ničili na poslední chvíli nejen majetek, hospodářská stavení, ale i všechny obecní spisy. Psaní kroniky bylo obnoveno po 14leté přestávce v srpnu roku 1979, kdy rada MNV schválila za kronikáře obce Miroslava Veselého, ředitele místní ZŠ. V roce 1984 se kronikářské činnosti ujala po zvolení radou MNV v Perné Marie Zbořilová (nyní Zámečníková).

## Obyvatelstvo
| Rok            | 1869 | 1880 | 1890 | 1900  | 1910  | 1921 | 1930  | 1950 | 1961 | 1970 | 1980 | 1991 | 2001 | 2011 | 2021 |
| -------------- | ---- | ---- | ---- | ----- | ----- | ---- | ----- | ---- | ---- | ---- | ---- | ---- | ---- | ---- | ---- |
| Počet obyvatel | 884  | 893  | 914  | 1 022 | 1 038 | 946  | 1 031 | 776  | 793  | 739  | 669  | 756  | 756  | 748  | 772  |
| Počet domů     | 207  | 198  | 204  | 205   | 232   | 236  | 259   | 196  | 185  | 179  | 187  | 230  | 269  | 291  | 322  |

## Obecní správa

### Obecní symboly
Znak a vlajka byly obci uděleny rozhodnutím předsedy Poslanecké sněmovny Parlamentu České republiky dne 4. června 1998.

## Kultura
V obci se již od konce války začal projevovat kulturní život. V lednu 1947 byl zřízen místní rozhlas – rádiové vysílání místních zpráv. Rovněž bylo uvedeno do provozu kino v místní Sokolovně. Dne 10. července 1955 za veliké slávy a přítomnosti pozvaných zástupců okresu byl položen základní kámen k výstavbě Kulturního domu. Ve dnech 25. a 26. srpna 1979 se konaly 1. hody v letním období místo Martinských hodů. V roce 1984 se na místě bývalé Sokolovny začal budovat taneční parket a tradiční krojované hody se konaly již v novém. Roku 1985 se tradicí stává velikonoční zábava pořádaná Sokolem. Od roku 1994 začala mateřská škola pořádat tradiční akce pro děti – Tři králové, fašank atd. Mezi další tradiční akce patří přehlídka dětských cimbálových muzik, vánoční zpívání, dětský karneval a další. Přes rok navštěvují obec ochotnické spolky s divadelními představeními a cirkusové varieté.

### Vinařství
Obec je zaměřena už od pradávna na vinařství. V roce 1946 zde vznikla šlechtitelská stanice, která se postupně stala významným centrem vinohradnického výzkumu. Prvním významným úspěchem v rámci celé republiky bylo vyšlechtění odrůdy Pálava roku 1977, další odrůda Aurelius byla uznána v roce 1983.
V roce 1992 Byl postaven sklep novošlechtění a máčírna na očka. Dne 23. května 1993 v kulturním domě proběhla „Výstava vín místních vinařů“ spojená s degustací. Perenský košt se stává tradicí pro znalce vína. Tradiční je také místní říjnové Vinobraní s bohatou tombolou.

### Sbor dobrovolných hasičů Perná
Roku 1977 měl svaz požární ochrany 53 členů a uzavřel družbu s požárníky z Perné na Valašsku. V říjnu 1991 byla slavnostně otevřena nová požární zbrojnice. Členové sboru dobrovolných hasičů se kromě zásahů u požárů věnují preventivní ochranné činnosti, práci s mládeží a účasti v požárním sportu. Obecní úřad zakoupil hasičům v roce 1999 výstroj a výzbroj ke zdolávání požárů.

### Tělovýchovná jednota Sokol Perná
V 80. letech na svém hřišti vybudovala kabiny, kurty na tenis a odbíjenou, a doskočiště pro skok daleký a vysoký. V činnosti byly tři oddíly: kopaná, stolní tenis a košíková, která se už neprovozuje. Od roku 1993 probíhají v Kulturním domě turnaje mužů i žáků ve stolním tenise.

### Atletický klub Perná
V roce 1999 pořádal obecní úřad 1. ročník Běhu na Děvín, a vznikl atletický oddíl AK Perná. Tento běh se stal každoroční tradicí a oddíl vychovává mnoho nadějných běžců.

### Další sportovní činnosti
Myslivecké sdružení (již od roku 1979), Český rybářský svaz (členství), Balon klub Pálava (horkovzdušné balónové létání od roku 2000). Velmi oblíbenou aktivitou se stal Volejbalový turnaj, který zde nachází svoji tradici, a díky kterému je upravováno (vyrovnání, zatravnění) hřiště u místní Sokolovny. Neodmyslitelnou součástí Pálavy jsou také četné turistické a cyklistické stezky.

## Pamětihodnosti

### Kostel svatého Mikuláše
K roku 1323 ve vsi stála nejprve kaple, kterou od tohoto roku spravoval mikulovský farář. V roce 1582 byla rozšířena a přestavěna se stejným patronem svatomikulášským. V době, kdy ve vsi žila silná novokřtěnecká komunita a na Moravě převládala náboženská tolerance, jej dokonce přijel vysvětit 27. června 1583 sám olomoucký biskup Stanislav II. Pavlovský. V roce 1769 k němu byla přistavěna kostelní věž. Po skončení třicetileté války však byla fara pro nedostatek kněží opuštěna a podřízena Mušovskému faráři. Znovu byla obsazena katolickým knězem až v roce 1761. Farnost je součástí děkanství mikulovského. Kostelní věž 42,5 m vysoká se pojí s věžovitou přístavbou z roku 1767. V gotické klenbě z konce 15. století je zachovalý kolčí štít, který se stal podkladem pro současný znak obce. Průčelí kostela, oltářní výjev i socha madony s dítětem, jsou vzácná, raně-barokní díla Ignáce Lengelachera.

### Další stavby
Vedle kostela je památkově chráněna také budova fary z 18. století a tři plastiky na návsi: socha svatého Jana Nepomuckého z roku 1738, sloup svaté Trojice z roku 1865 a empírová kašna z roku 1902. Současně s farou vznikla v obci pravděpodobně i škola, pro kterou byla v roce 1792 vystavěna budova.
V roce 1950 byl zrušen starý klášter a poslední čtyři řádové sestry byly přemístěny do Čech. Dne 18. srpna 1928 se konalo slavnostní svěcení přestavěné budovy za účasti brněnského biskupa, mikulovského probošta a hojného okolního duchovenstva i místních korporací.
Mezi další pamětihodnosti patří sochy svatého Mikuláše a svatého Floriána a několik božích muk kolem obce

## Galerie

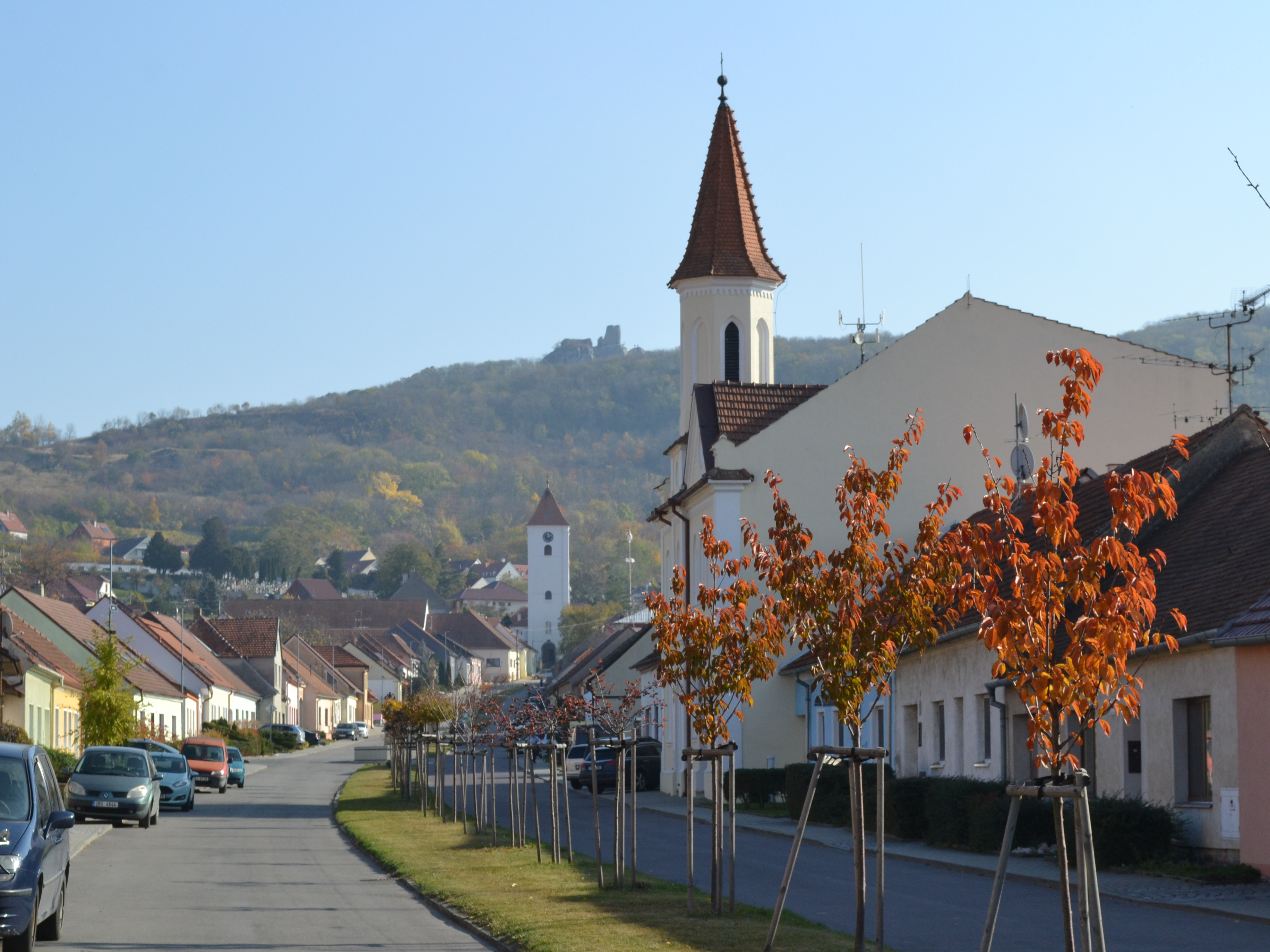
náves, západní část
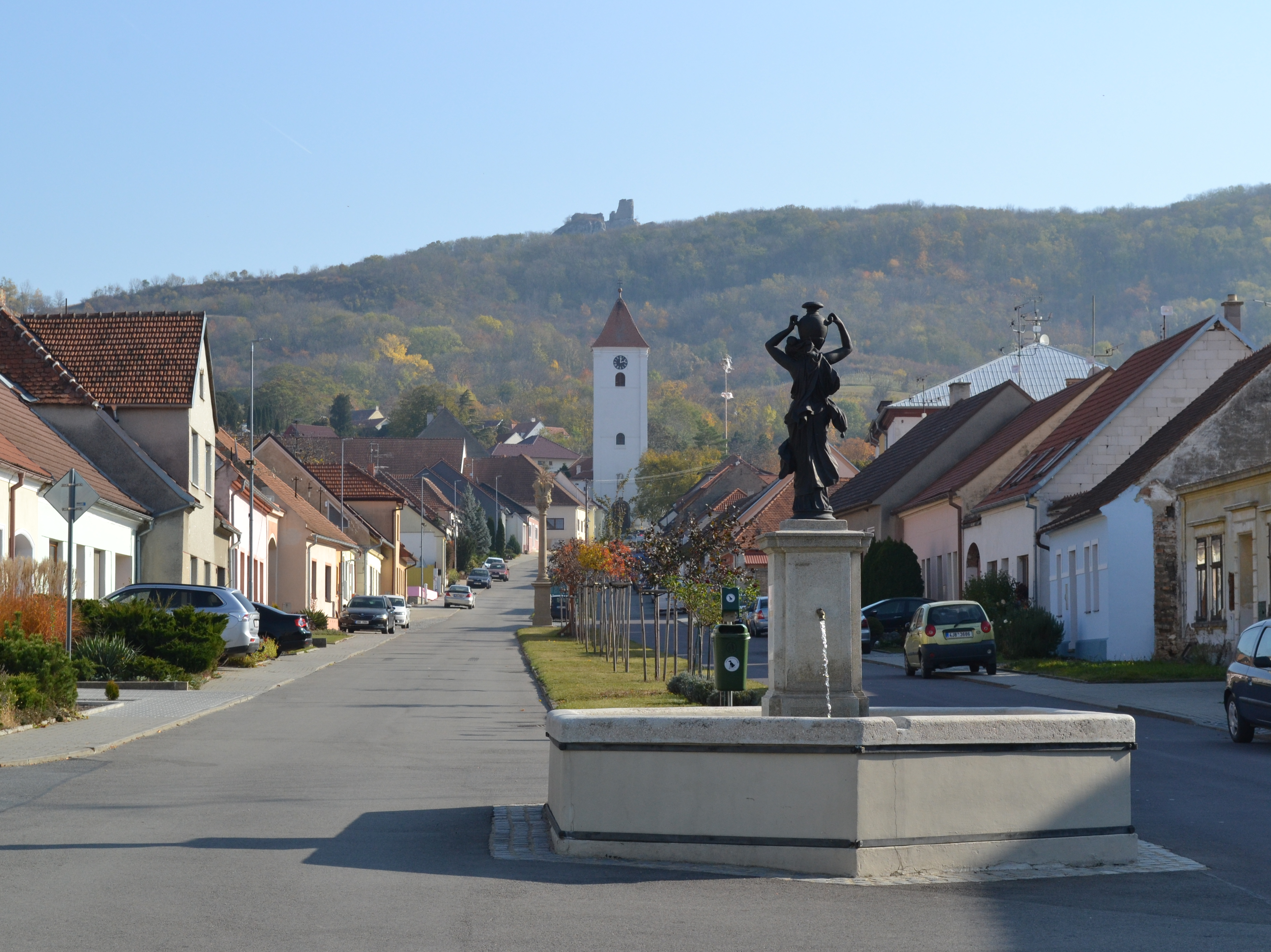
náves, centrální část
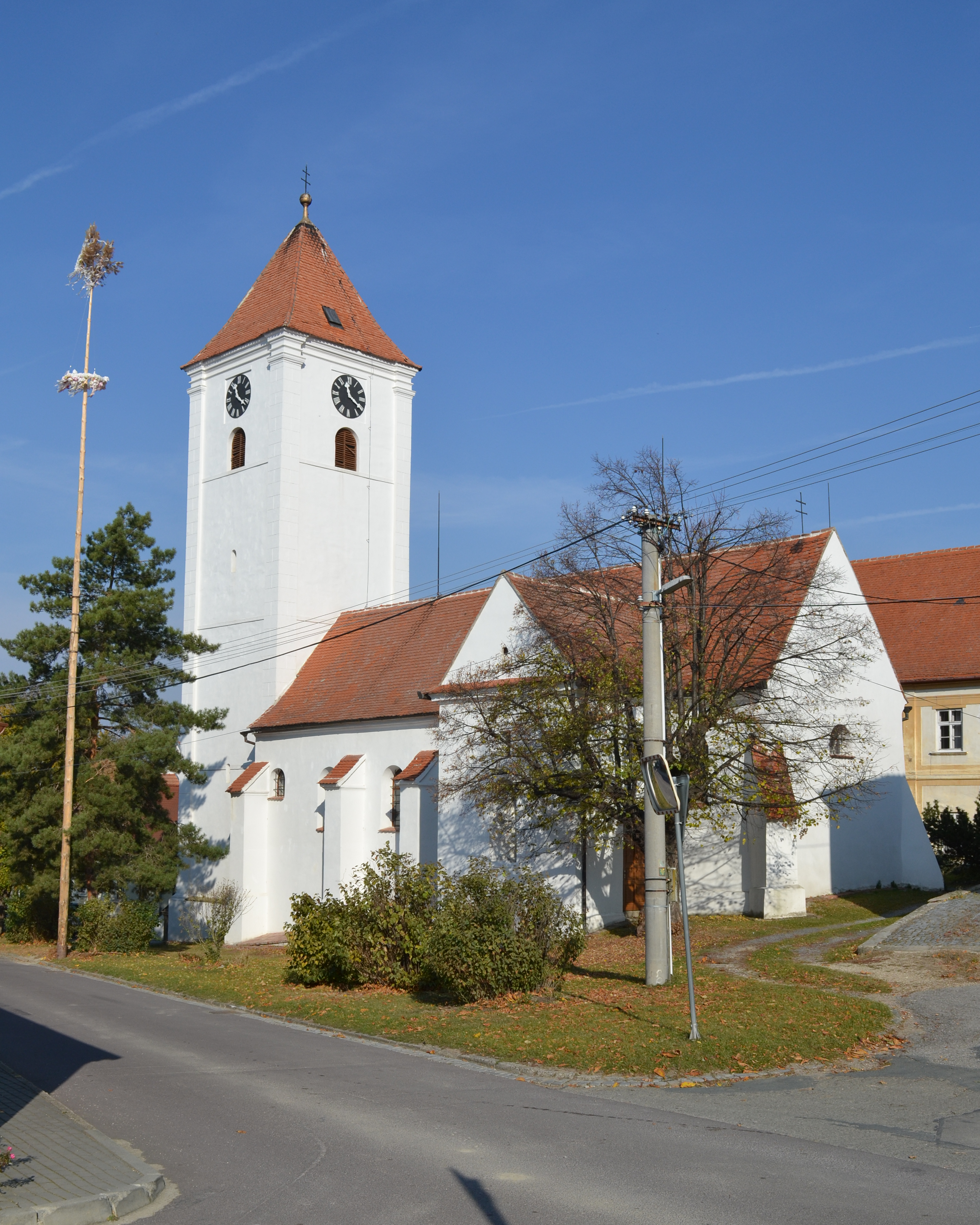
kostel svatého Mikuláše
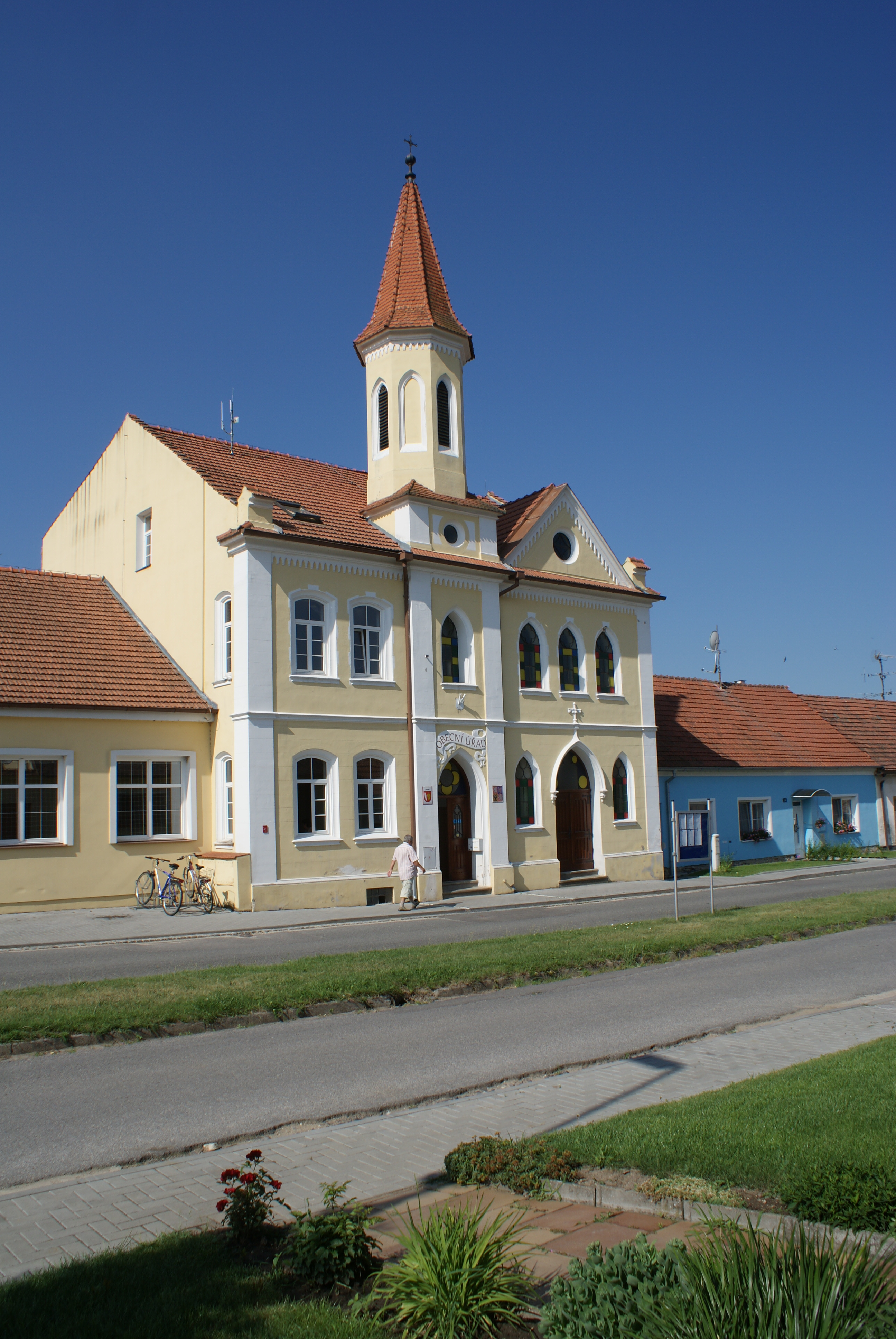
radnice
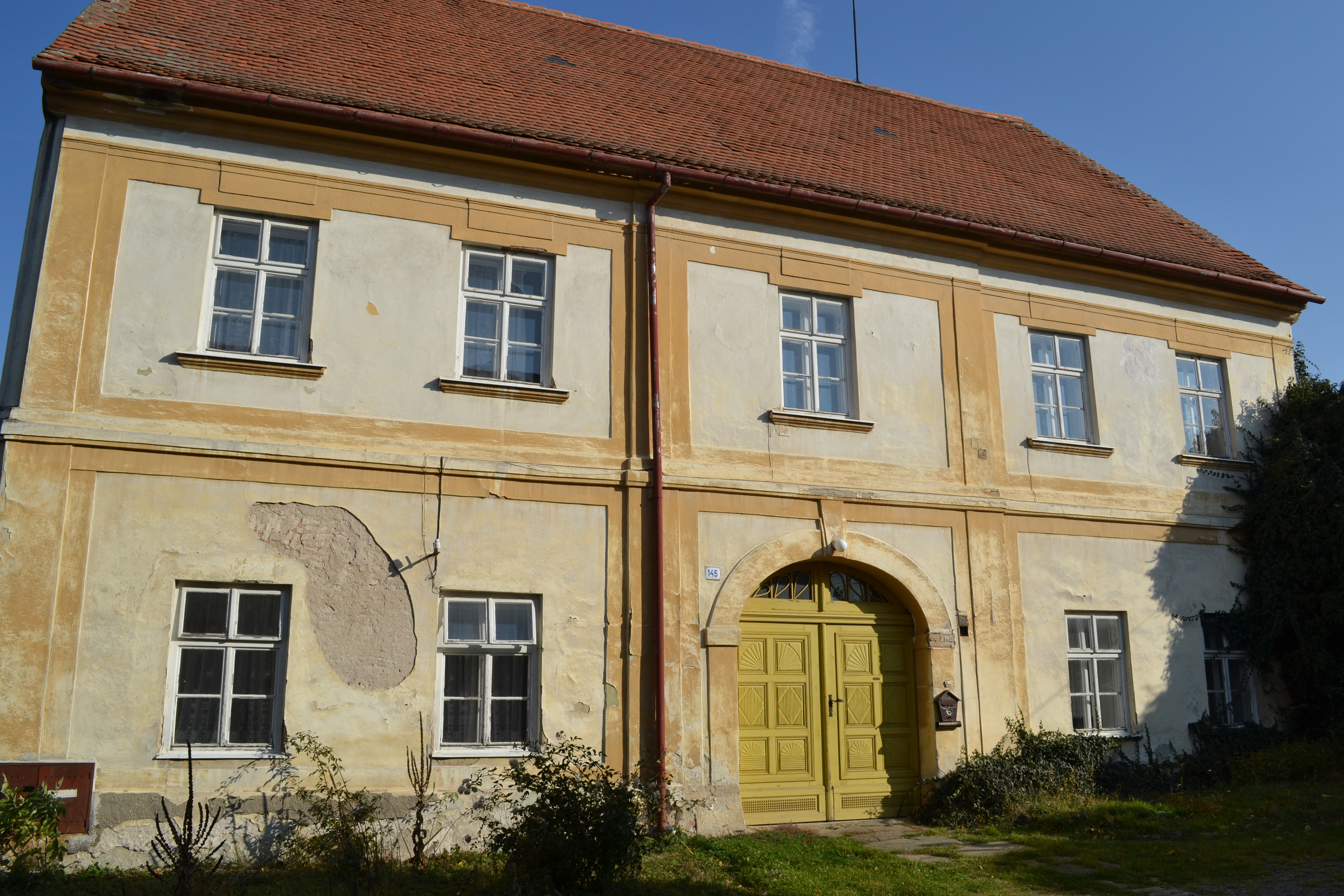
fara u kostela
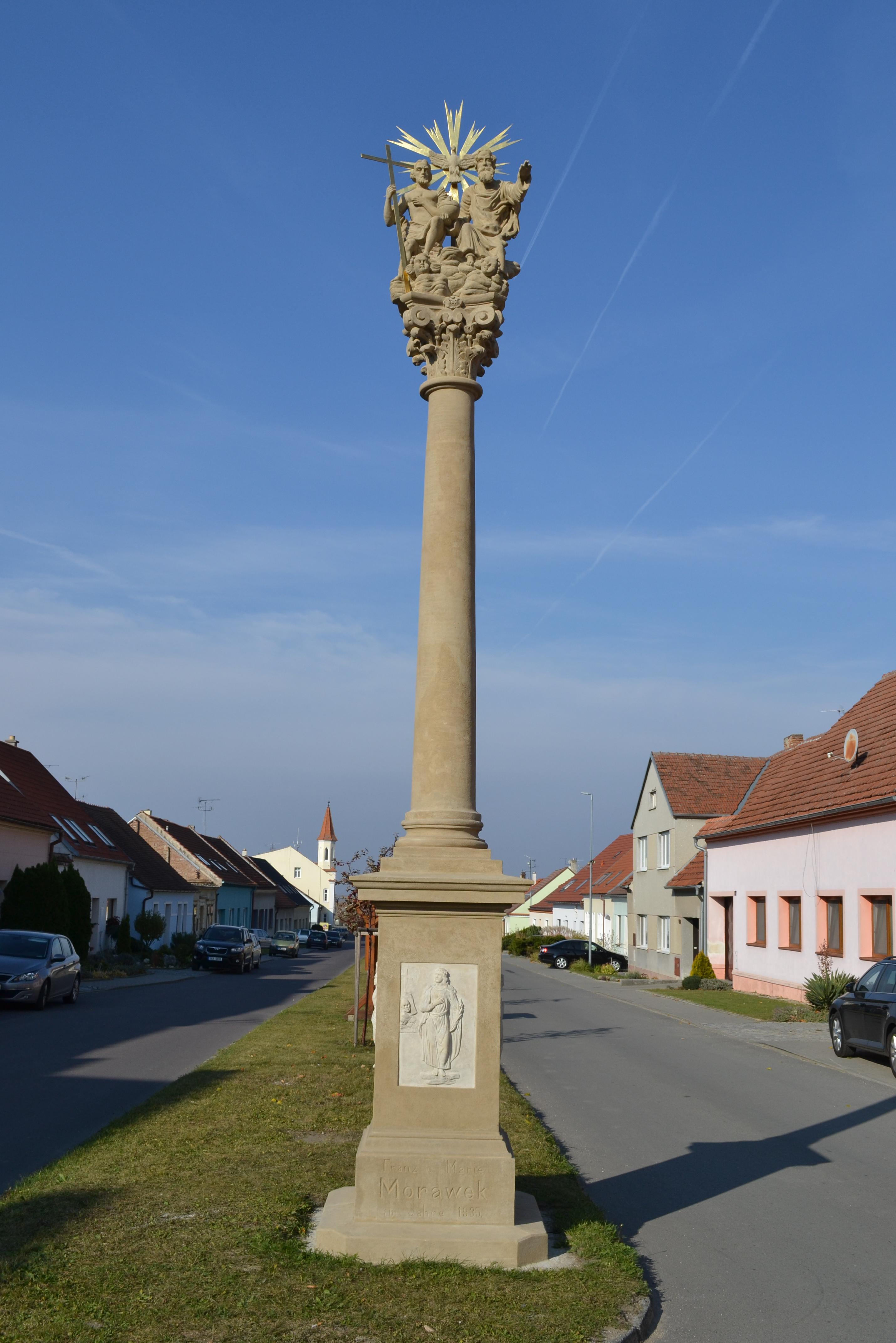
sloup Nejsvětější Trojice
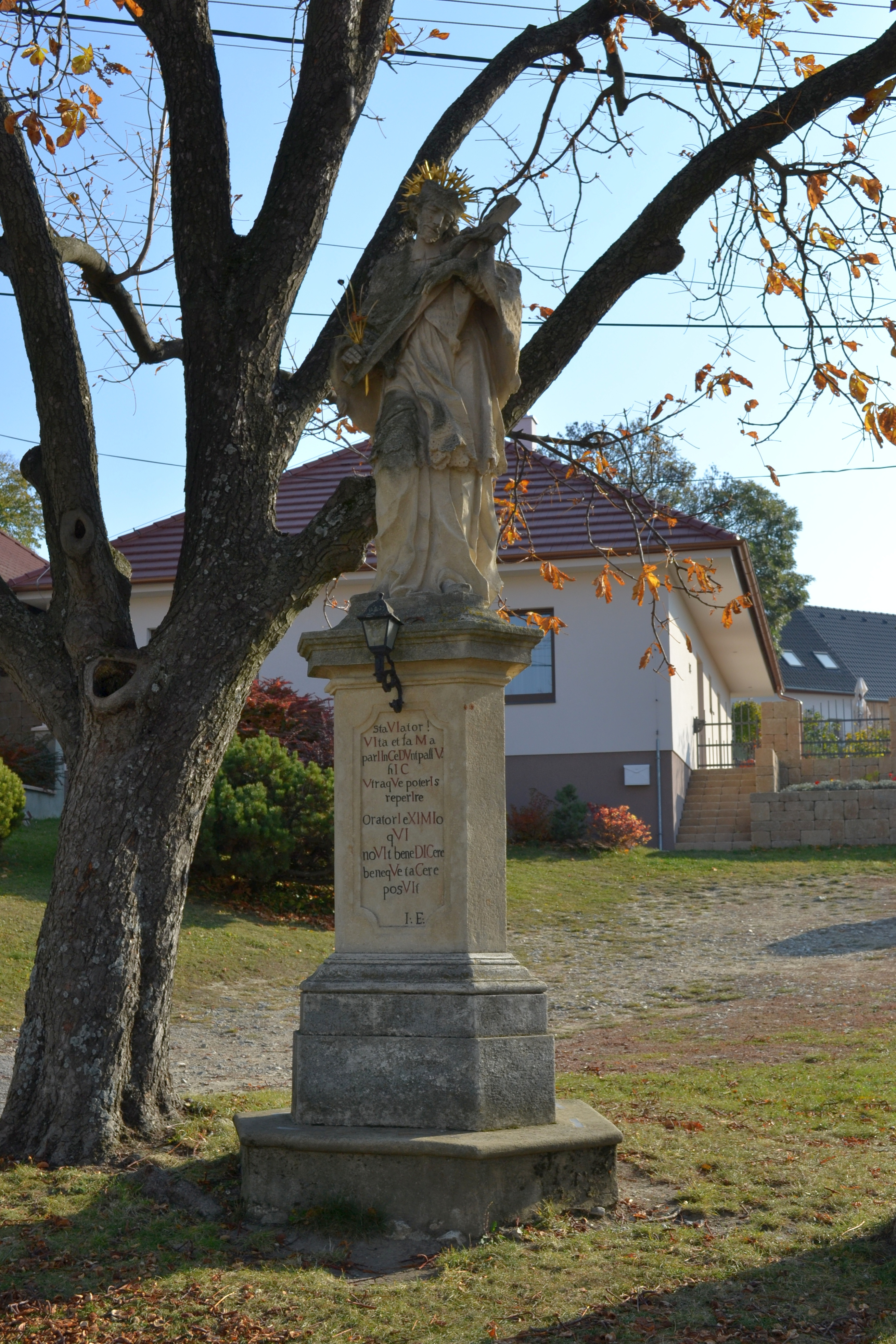
socha svatého Jana Nepomuckého
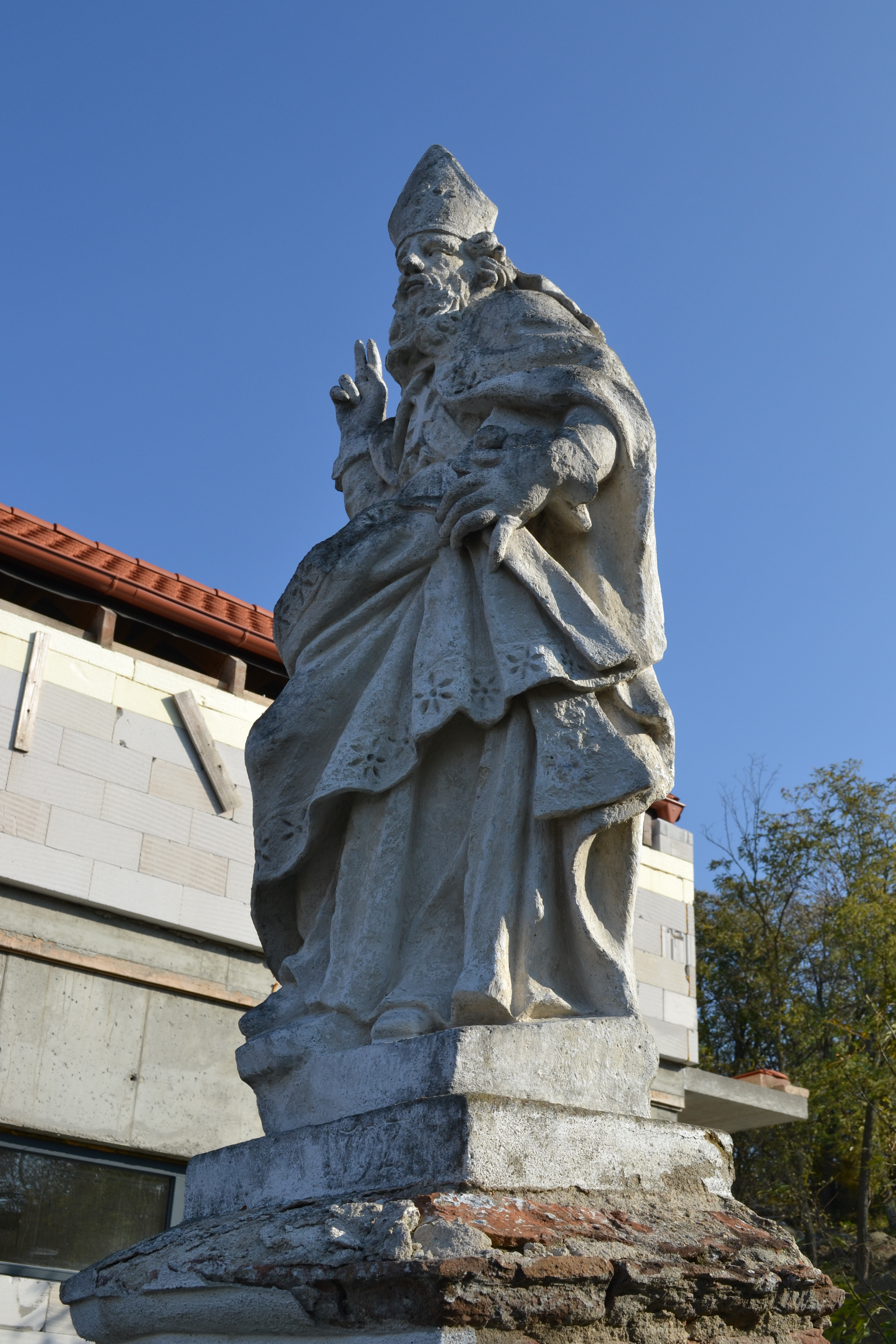
socha svatého Mikuláše